# タイヨー (鹿児島県)

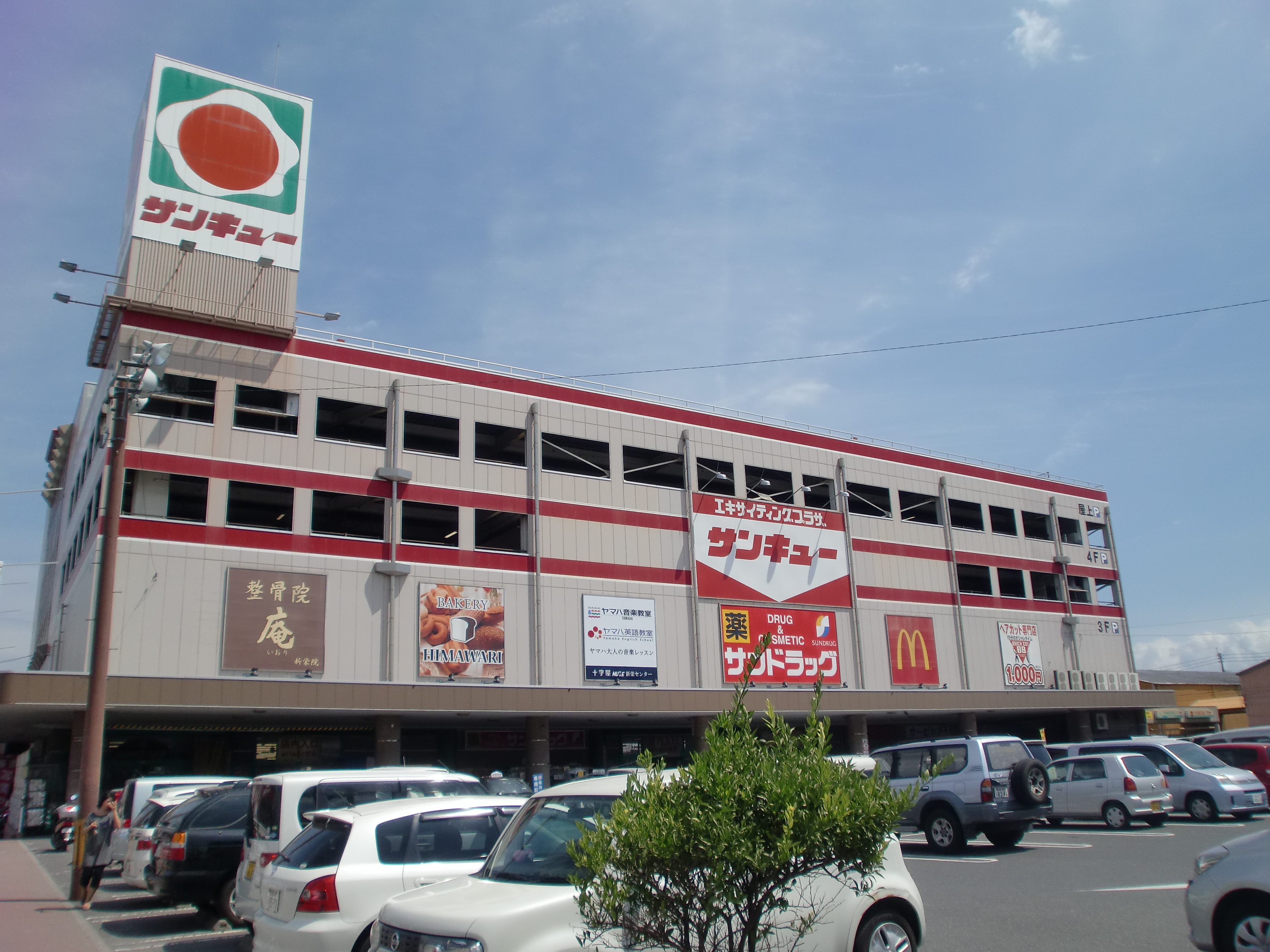
サンキュー新栄店

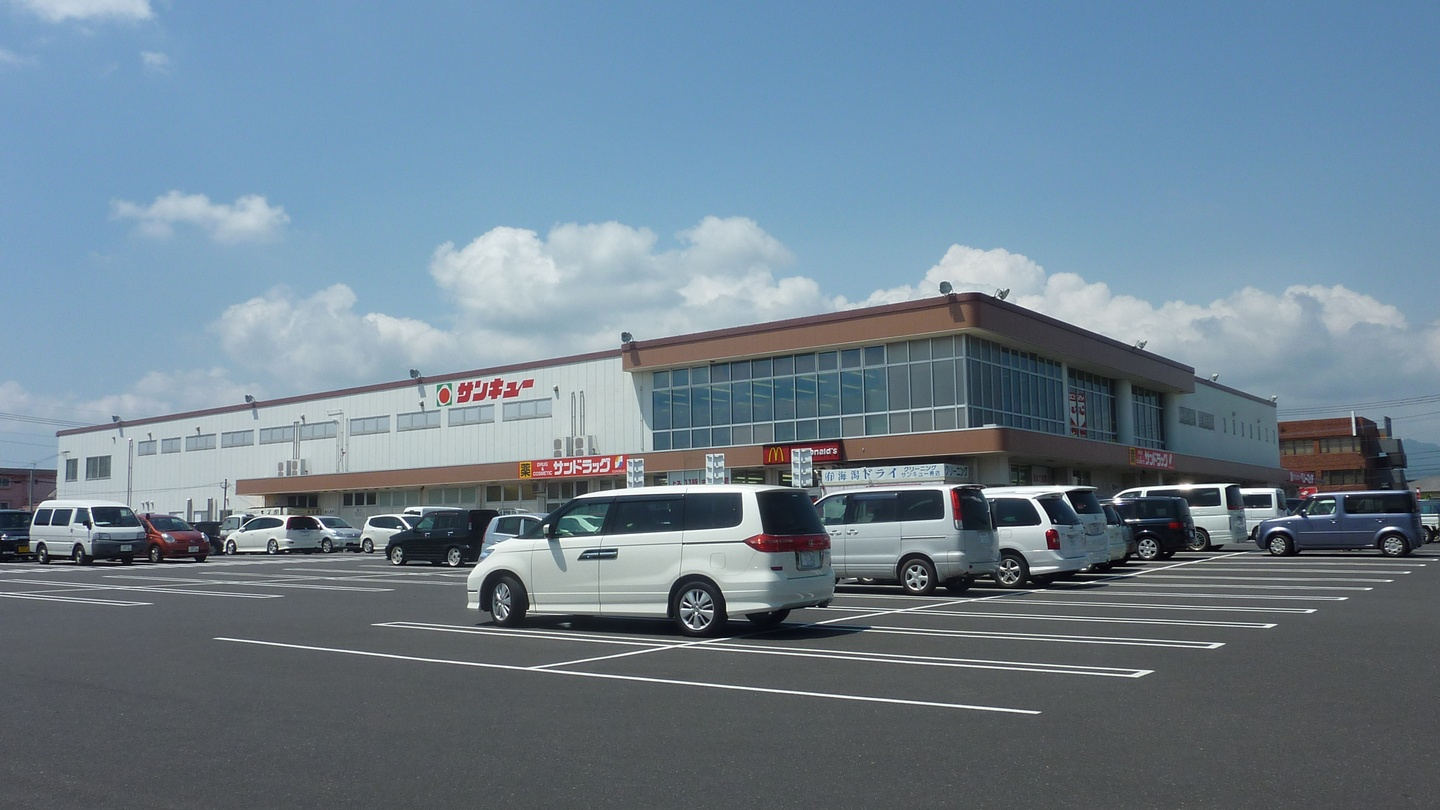
店舗例（サンキュー寿店）

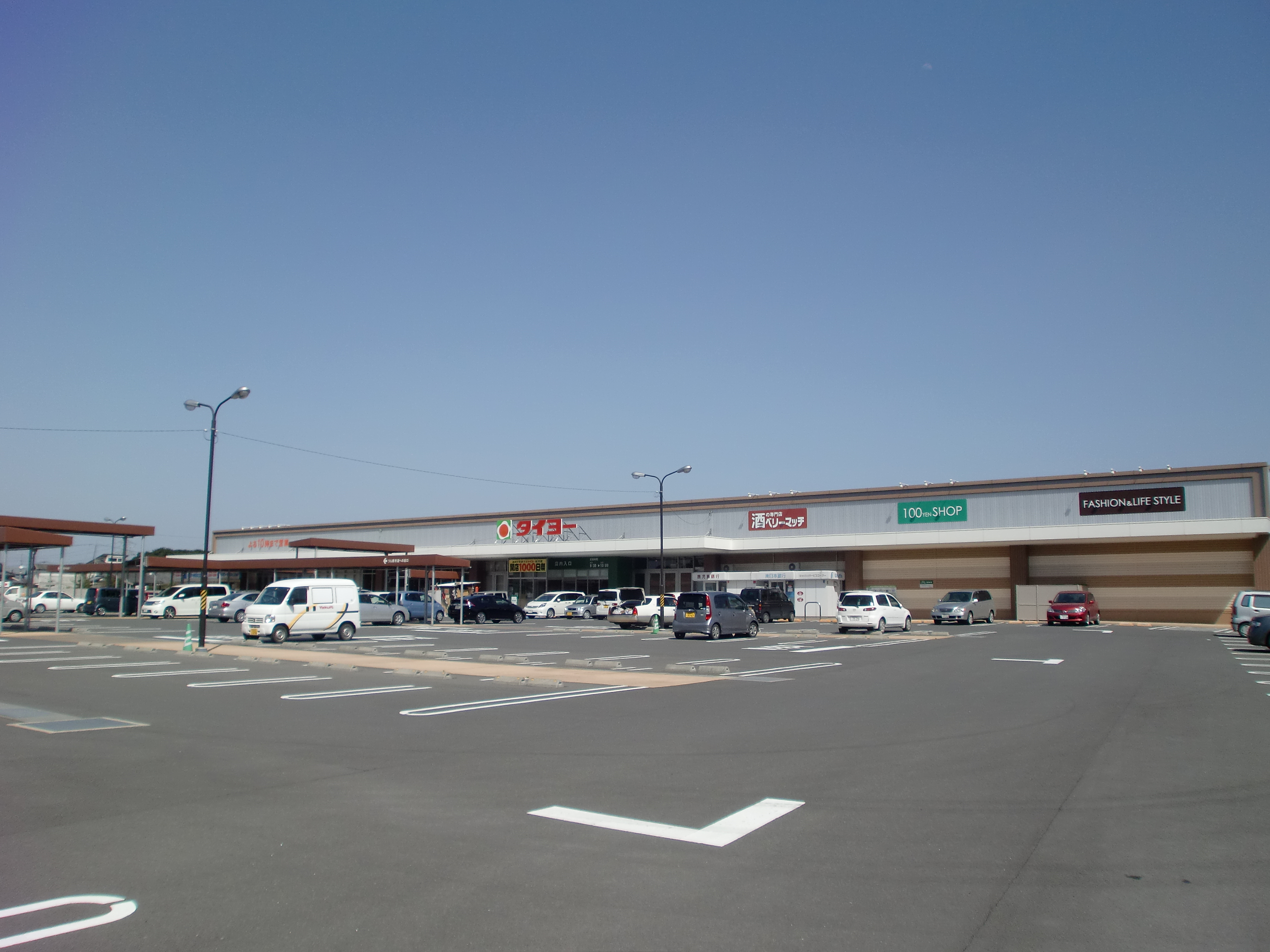
店舗例（タイヨー松元店）

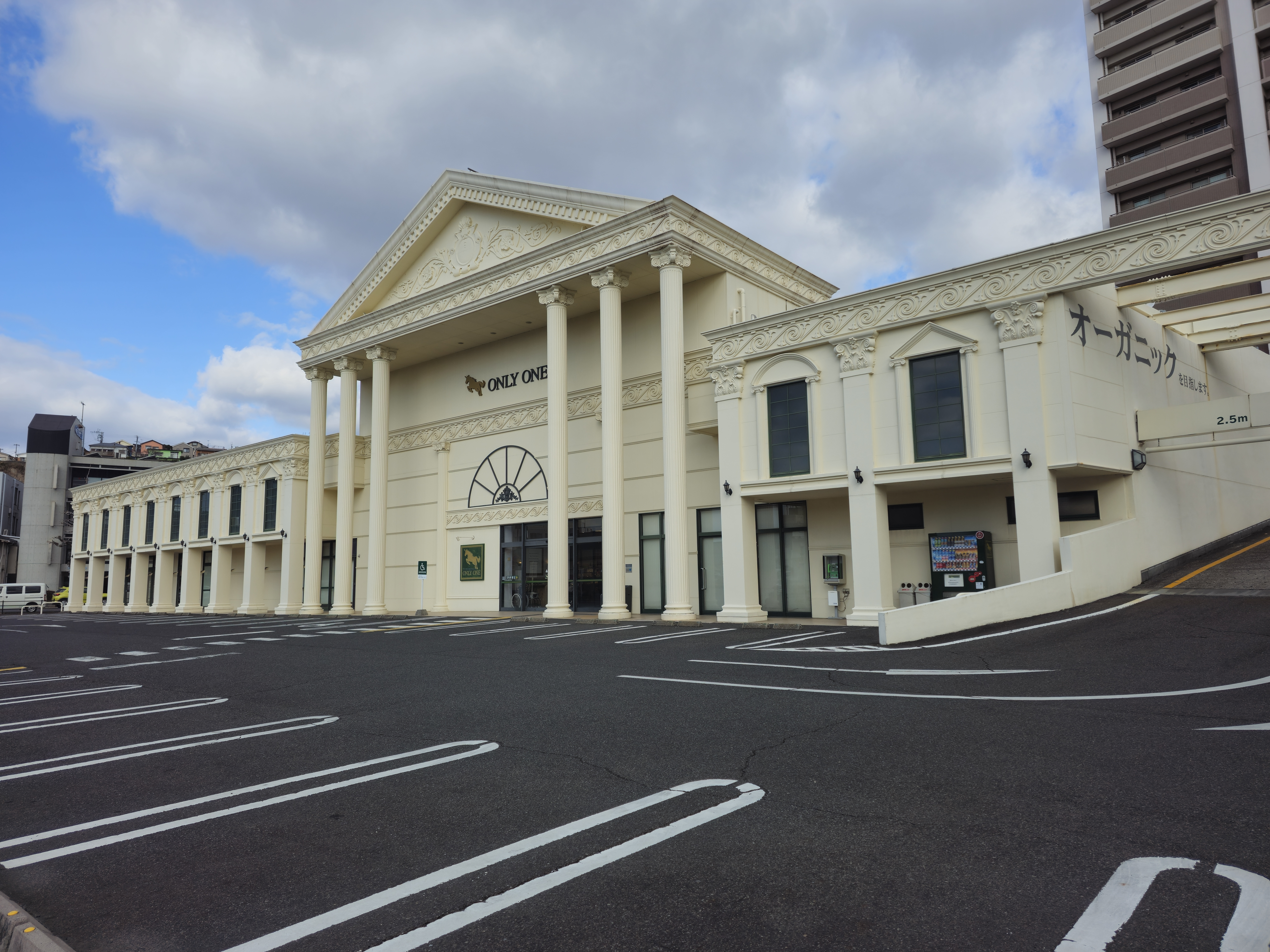
オンリーワン。鹿児島市東郡元町の1店舗のみ展開。

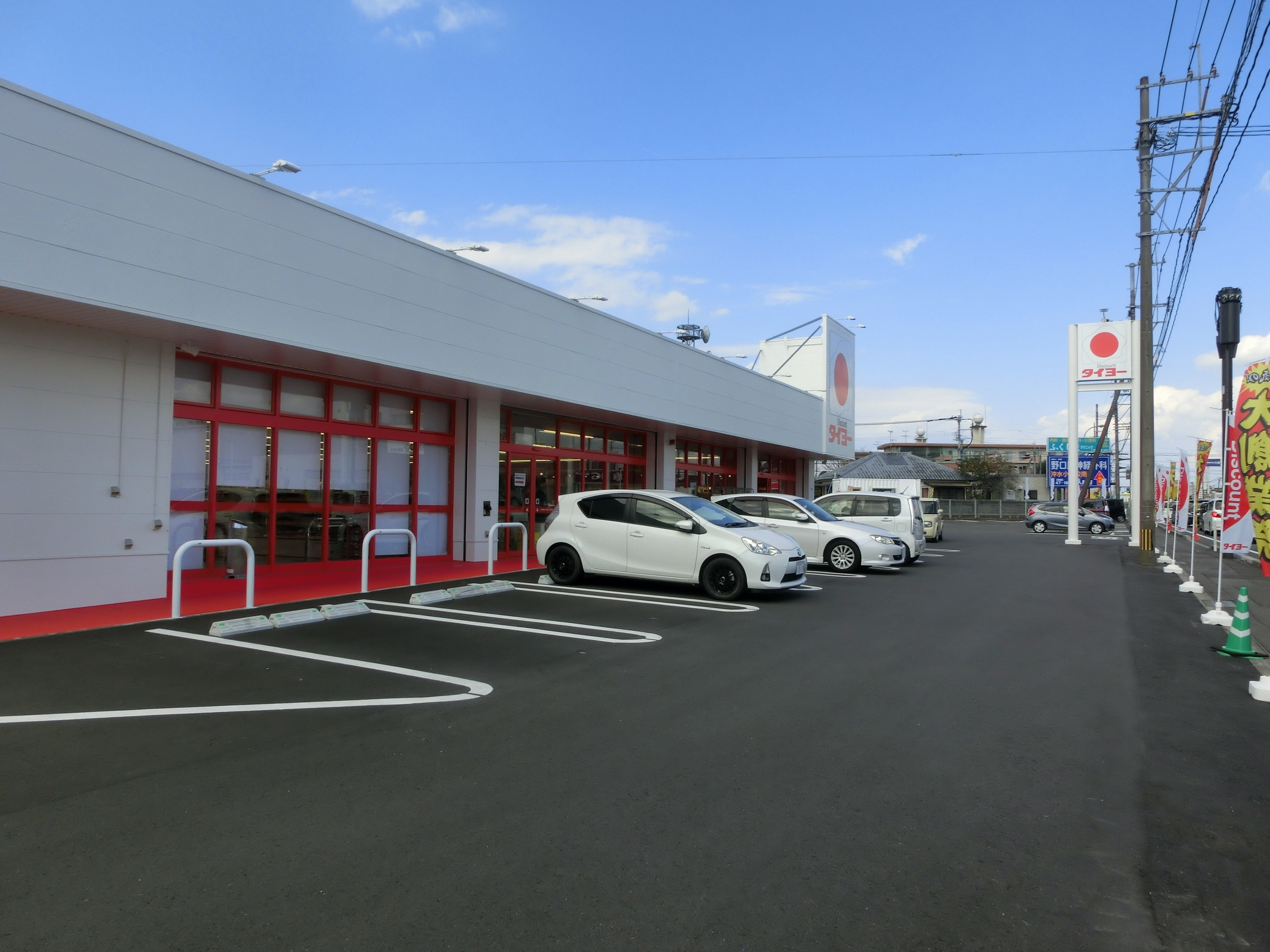
ディスカウントタイヨーの店舗（川東店）。宮崎県のみの展開。

株式会社タイヨーは、鹿児島県鹿児島市南栄三丁目に本社を置くスーパーマーケットを中心とした企業。1960年創業。本社を置く鹿児島県の他に宮崎県にも店舗を持ち、売上高は九州・沖縄のスーパーにおいて4位である。
総合スーパー「タイヨー」と、ディスカウントストア「サンキュー」を運営。タイヨー系の企業に酒のディスカウント「ベリーマッチ」も展開。かつてはスーパー大洋→太陽ストアという商号だった。
キャッチコピーは「豊かなくらしに奉仕する」。

## 沿革
- 1960年（昭和35年）
  - 9月7日 - 有限会社清川商店を設立[広報 1]。
  - 11月26日1月鹿児島市千日町に「スーパー大洋」を開店[広報 1]。
- 1964年（昭和39年）11月9日 - 太陽産業株式会社を設立し、屋号を太陽ストアに改める[広報 1]。
- 1969年（昭和44年）2月10日 - 太陽ストア株式会社に商号を変更[広報 1]。
- 1973年（昭和48年）
  - 10月 - ダイエーとフランチャイズ契約を締結[2]。
  - 12月7日 - 国分店で衣料品の取り扱いを開始し、同店を総合スーパーへ業態転換[広報 1]。
- 1974年（昭和49年）
  - 3月 - 市民生活学校と共同で鹿児島市内12店舗で「ノー包装運動」を開始[3]。
  - 8月25日 - 鹿児島市南栄3丁目14番地に本部を移転[広報 1]。
  - 11月20日 - 株式会社タイヨーに商号を変更[広報 1]。
- 1978年（昭和53年）7月 - ダイエーとのフランチャイズ契約を解消[4]。
- 1987年（昭和62年）10月30日 - 住関連商品を扱う新業態「サンキュー」与次郎店を開店[広報 1]。武町店でPOSシステムの導入を開始[広報 1]。
- 1993年（平成5年）7月20日 - 福岡証券取引所へ上場[広報 1]。
- 1994年（平成6年）
  - 5月1日 - 営業時間を20:00まで延長[5]。
  - 6月20日 - 菓子の一括納品・配送を開始[6]。
  - 7月19日[6] - バーコードを利用した「タイヨーポイントサービスシステム」を開始[7]。
  - 7月28日 - 大阪証券取引所第二部へ上場[広報 1]。
- 1996年（平成8年）9月1日 - 流通加工センターを稼動開始[広報 1]。
- 2002年（平成14年）9月1日 - 青果物流センターを稼動開始[広報 1]。
- 2013年（平成25年）
  - 7月16日 -大阪証券取引所と東京証券取引所との現物株市場統合に伴い、東京証券取引所第二部へ上場[広報 1][8]。
  - 7月31日 - マネジメント・バイアウト（MBO）の実施を発表し、タイヨーの代表取締役社長が代表取締役社長を務める清和産興が全株式の取得を目的として株式公開買付け（TOB）を行うことを発表[9]。
  - 9月 - 清和産興が株式公開買付け（TOB）により98.77％の株式を取得。[要出典]
  - 11月27日 - 東京証券取引所第二部・福岡証券取引所上場廃止[広報 1]。
  - 12月 - 株式交換により清和産興の完全子会社となる。[要出典]
- 2014年（平成23年）12月 - クレジットカードの「タイヨーカード」の発行を開始[広報 1]。
- 2015年（平成27年）1月1日 - サン流通株式会社と新栄シティ開発株式会社を吸収合併[広報 1]。

## 関連会社
- サン食品株式会社 - 食品製造。
- 太陽サービス有限会社[広報 1]

#### 広報資料・プレスリリースなど一次資料
1. 1 2 3 4 5 6 7 8 9 10 11 12 13 14 15 16 17 18 19 20 21 22 23 24 25 26  会社概要 - 株式会社タイヨー 2011年10月24日閲覧。
2. 1 2 3  株式会社タイヨー 第60期決算公告